# AT RANDOM
『AT RANDOM』（アト ランダム）は、1980年にリリースされた来生たかおの5枚目のオリジナルアルバム（LP〈規格品番：28MK-0002〉／CT〈規格品番：28CK-0002〉）である。

## 概要
※原則的に、来生たかおは“来生”に省略、来生えつこは“来生えつこ”と表記。
来生たかおが“矢倉銀”名義で初めてアレンジャーとして登場している。このペンネームは、将棋の戦法（囲い）の一つである矢倉囲いと銀将を掛け合わせて作ったものである。
アルバムタイトルは、ジャケットには記されておらず、裏面の写真にアルファベットのオブジェによって形作られている。

## 復刻盤
- 1986年7月25日：歌手デビュー10周年に際し、CD化（規格品番：H33K-20047）
- 1991年4月25日：CD（規格品番：KTCR-1048）
- 1995年7月21日：歌手デビュー20周年に際し、CD選書Q盤として高城賢によるデジタルリマスター化（規格品番：KTCR-1560）。
- 2007年3月21日：オリジナル・アルバム、企画アルバムを集めた21枚組CD-BOX『来生たかお大全集』（ユニバーサルミュージック／規格品番：UPCY-6355/75）に1995年版を収録（規格品番：UPCY-6359）。

## パッケージの体裁

### アルバムタイトル
※初出のジャケット表記“AT RANDOM”以外のもの。
帯
- LP：“アト・ランダム”
- 1986年版CD：“アト・ランダム”“AT RANDOM”の併記
- 1991年版CD：“アト・ランダム”

なお、各種ディスコグラフィーによっても表記は片仮名やアルファベットになっている。

### ディスクジャケット
- 1986年版CD：ジュエルケースにブックレットを挿入
- 1991年版CD：ジュエルケースに1986年版CDのものを基調としたブックレットを挿入
- 1995年版CD：ジュエルケースに2つ折りのカード（及び、LP版のものを基調とした歌詞カード、既出オリジナル・アルバムのディスコグラフィー）を挿入
- 2007年版CD：ジュエルケースに2つ折りのカード（及び、LP版のものを基調とした歌詞カード）を挿入（及び厚紙製ケース付き）

### 帯のコピー
- LP：僕の世界に街はかかせない… 来生たかお待望のニューディスク。
- LP：来生たかおフェア 確かな音楽活動と優しさに裏打ちされた来生たかおの世界を、今あなたのライブラリーに！ アレンジャー来生初登場、シティ・ポップの主役へ！
- 1986年版CD：“CDオリジナル・セレクション”“10th anniversary -since 1976-”の記載あり（帯はシール仕様）
- 1991年版CD：記載なし
- 1995年版CD：メロディー・メーカー来生たかお、ヴォーカリストとしても新境地を開く！「もうすぐ、たそがれ」、「ほんの、ノスタルジー」を含む、5thアルバム。（“20th anniversary”の記載あり）

## 収録曲
LP版・CT版（CD版は省略）
※各曲の収録時間はLPの記載に準拠

### SIDE 1
1. いつか、むかし（4：04）
  - 作詞：来生えつこ ／ 作曲：来生たかお ／ 編曲：若草恵
  - フォークダンスを描いた楽曲で、来生えつこはメロディーを聴いた途端、冒頭の歌詞がすぐに浮かんだという[1]。
  - 来生えつこによれば、曲の終わりに「オクラホマミキサー」のメロディーが挿入されているのは、ディレクターのアイディアらしい[1]。
2. もうすぐ、たそがれ（4：43）
  - 作詞：来生えつこ ／ 作曲：来生たかお ／ 編曲：松井忠重
  - 来生えつこによれば、タイトル内に読点が使用されているのは、『面白半分3月号臨時増刊 とにかく、吉行淳之介。』（1972年4月10日）等の雑誌タイトルがヒントになっており、本アルバムの収録曲をはじめ同時期の楽曲でも幾つか試みている[2]。
3. らぶ・れたあ（2：47）
  - 作詞：来生えつこ ／ 作曲：来生たかお ／ 編曲：椎名和夫
  - ラブレターを題材にしているが、時代遅れの雰囲気を象徴するため、タイトルを平仮名表記にしている。来生えつこは、この主人公は祈りにも似た想いを書き記すだけで実際に投函はしないだろうと語っている[3]。
4. 夜の底へ（4：37）
  - 作詞：来生えつこ ／ 作曲：来生たかお ／ 編曲：矢倉銀
  - 元々、井上陽水のために作られた楽曲だが、提供は実現していない[4]。
5. つまり、愛してる（4：39）
  - 作詞：来生えつこ ／ 作曲：来生たかお ／ 編曲：松井忠重
  - フジテレビ系アニメ『みゆき』の挿入歌として使用された。
  - 初夏の青空と噴水を背景に、男女の出会いと恋に対する強い意志を描いている。来生えつこによれば、噴水は東京国立博物館にあるものをイメージしているという[5]。

### SIDE 2
1. 車窓（3：05）
  - 作詞：来生えつこ ／ 作曲：来生たかお ／ 編曲：星勝
  - 河合奈保子が、CTのみのアルバム『愛・奈保子の若草色の旅 Dream of Journey』（1984年3月21日リリース）でカヴァーしている。ちなみに、同アルバムの企画・構成は来生えつこが務めている。
2. 真昼のくらやみ（5：31）
  - 作詞：来生えつこ ／ 作曲：来生たかお ／ 編曲：星勝
  - ハードな曲調に合わせ、地下鉄を舞台に都会の不気味さを描いている。来生えつこは、恋愛以外の作詞は楽しいという[6]。
  - 来生は、井上陽水をイメージして作った楽曲で、本人に歌ってもらいたいと述べている[7]。
3. ちょっと、ドギマギ（3：18）
  - 作詞：来生えつこ ／ 作曲：来生たかお ／ 編曲：椎名和夫
  - 第10弾オリジナル・シングル「Goodbye Day」（1981年5月21日リリース）のB面にも収録されている。
  - LPの帯（2種類のうち“来生たかおフェア”と題されたもの）に記載された収録曲の一覧では、タイトルが「幸せですか」となっており、創作過程のタイトル案の1つと思われる。
4. 遅い夏（3：48）
  - 作詞：来生えつこ ／ 作曲：来生たかお ／ 編曲：若草恵
  - 海を舞台にした歌詞が多い中、雨の日を描いたものがなかったとのことで作られた。ちなみに、来生えつこ自身にもある“泣きぼくろ”を歌詞に使ったという[8]。
5. ほんの、ノスタルジー（3：56）
  - 作詞：来生えつこ ／ 作曲：来生たかお ／ 編曲：星勝
  - 第8弾オリジナル・シングル（1980年6月21日リリース）だが、シングルの方はタイトルに読点がなく、“ほんのノスタルジー”となっている。

## 参加ミュージシャン
記載なし

## 参加スタッフ
- Producer：多賀英典
- Director：本間一泰
- Recording Engineer：高城賢（KRS）
- Assistant Engineer：平良正弘（KRS）、Y.KOYAMA（POLYDOR）
- Cutting Engineer：富田忠男（POLYDOR）
- Artists Management：KITTY ARTISTS INC.
- AD & Design：千木幸一
- Photographer：佐藤ヒデキ
- Stylist：YOKO MORITA
- Special Thanks：Tom Tom、Niimura & Tomoko “Serow” Tsuji